# Sublinguale Mikrozirkulationsmessung
Als Mikrozirkulationsstörungen bezeichnet man einen eingeschränkten Blutfluss in den kleinsten Blutgefäßen des Körpers. Mikrozirkulationsstörungen beeinträchtigen die Nährstoff- und Sauerstoffversorgung des betroffenen Gewebes. Die sublinguale Mikrozirkulationsmessung ist eine nichtinvasive Methode, um die Durchblutung und die Dichte von Blutgefäßen unter der Zunge (sublingual) mit einem Durchmesser von unter 100 µm, insbesondere solcher kleiner als 20 µm (meist Kapillaren), zu beobachten. Dafür stehen beispielsweise Sidestream-Dark-Field (SDF) oder Incident-Dark-Field-Illumination (IDF) Mikroskope zur Verfügung.

## Parameter
Um eine Vergleichbarkeit bei der Anwendung der sublingualen Mikrozirkulationsmessung zwischen Studien und verschiedenen Kameras zu gewährleisten, wurden verschiedene Konsensus-Parameter definiert. Dazu gehören die De Backer Density und die Number of Crossings, die die Gefäßdichte pro Fläche beschreiben. Durch die Analyse der Erythrozytenbewegung können diese Gefäße in solche mit und ohne Blutfluss unterteilt werden, definiert als Perfused De Backer Density und Perfused Number of Crossings. Um den Anteil der perfundierten Gefäße an allen Gefäßen zu bewerten, wird die Percentage of Perfused Vessels berechnet und in Prozent angegeben.

## SDF-Mikroskopie
Ein häufig verwendetes Gerät in klinischen Studien ist das MicroScan®-Mikroskop, das das sublinguale Kapillarnetz in vivo mittels der Sidestream-Dark-Field-Technologie visualisiert. Bei dieser Methode wird polarisiertes Licht von speziellen LEDs ausgesandt, das durch das Hämoglobin der roten Blutkörperchen depolarisiert wird. Dies ermöglicht die Erkennung von sich bewegenden und fixierten Erythrozyten. Durch die Synchronisation mit einer Spezialkamera des Intravitalmikroskops können die hämoglobinhaltigen Erythrozyten in Echtzeit auf einer Video-Software verfolgt werden. Diese Technik wird hauptsächlich zur Darstellung der sublingualen Mikrozirkulation verwendet, ist jedoch auch für andere Gewebe anwendbar. Durch die Einführung von Handheld-Geräten ist es möglich geworden, die Mikrozirkulation direkt am Krankenbett zu überwachen. Die Auswertung der aufgezeichneten Videos kann sowohl manuell, halbautomatisch als auch automatisch erfolgen. Dabei werden drei Hauptparameter bewertet: die Gefäßdichte (Anzahl und Art der Gefäße pro Fläche), die Perfusion (Bewegung oder Unbeweglichkeit der Erythrozyten) und das Flussprofil (homogen, heterogen oder „sluggish“ bei Stase). Die Menge der Perfusion (z. B. in Millilitern pro Zeit oder Fläche) kann mit dieser Technologie derzeit nicht quantifiziert werden. Die neueste Generation von Mikrozirkulationsbewertungsinstrumenten besteht aus benutzerfreundlichen Handgeräten, die einfach mit einem Notebook oder Personal Computer verbunden werden können. Auf diesen Geräten ist spezielle Analysesoftware installiert, z. B. AVA 4.3C von Microvision Medical in Amsterdam, die einen automatischen Algorithmus zur quantitativen Bilderkennung verwendet. Dadurch wird die Notwendigkeit der manuellen Interpretation der Bilder durch den Arzt (theoretisch) überflüssig.

## Studienlage
Sowohl die SDF- als auch die IDF-Geräte werden seit den 1990er Jahren für den klinischen Einsatz erprobt. Die bisher einzige randomisierte kontrollierte Studie (RCT), die versucht hat, mikrozirkulatorische Informationen in die Behandlungsentscheidungen bei Schockpatienten zu integrieren, war die DAMIS-Studie (Direct Assessment of Microcirculation in Shock) von Raphael R. Bruno et al. Trotz einiger Limitationen stellt dies die bisher einzige Studie dar, die sublinguale Mikrozirkulationsmessung in der Intensivmedizin direkt zu nutzen. Das Studiendesign berücksichtigte mehrere Aspekte: Die Analyse mittels handgehaltener Videomikroskopie sollte leicht verfügbar sein und Werte liefern, die von Intensivmedizinern verstanden werden können, die nicht unbedingt mit experimentellen mikrozirkulatorischen Bewertungen vertraut sind, die nur in wenigen Zentren weltweit verfügbar sind. Im Ergebnis konnte kein Überlebensvorteil in der Gruppe, in der sublinguale Mikrozirkulationsmessung bekannt war, gezeigt werden.

## Alternativen
Invasiv kann die koronale mikrovaskuläre Dysfunktion präzise während einer einzigen Herzkatheteruntersuchung diagnostiziert werden. Die beeinträchtigte mikrozirkulatorische Leitfähigkeit kann durch Messung der koronaren Flussreserve oder des mikrovaskulären Widerstands diagnostiziert werden. Als strukturelle Störung ist beispielsweise eine Wandverdickung der Arteriolen ohne entsprechende Erweiterung des Außendurchmessers anzusehen, wodurch in den Mikrogefäßen eine Verengung mit einem erhöhten Flusswiderstand entsteht.
Man kann die verminderte Steigerung des Blutflusses im Herzmuskel nach Gabe von Adenosin, einer gefäßerweiternden Substanz, auch nichtinvasiv nachweisen. Den Blutfluss in Ruhe und unter Adenosin misst man z. B. mittels Positronen-Emissions-Tomographie (PET). Eine weitere Methodik zur quantitativen Durchblutungsmessung des Herzmuskels ist die kardiale Magnetresonanztomographie (CMR).

## Folgerungen
Trotz intensiver Therapie sprechen die Symptome bei etwa 25 % der Patientinnen und Patienten mit koronarer mikrovaskulärer Dysfunktion (CMD) nicht auf gängige Behandlungsmethoden an. Neuartige Behandlungsstrategien, einschließlich interventioneller Therapieansätze, sind aktuell Gegenstand intensiver Forschung, der langfristige Nutzen muss dabei bewertet und bestehenden Methoden gegenübergestellt werden.